# Picot de Kaempfer
El picot de Kaempfer (Celeus obrieni) és una espècie d'ocell de la família dels pícids. És endèmic de l'est del Brasil. El seu hàbitat natural són els cerrados amb boscos de galeria oberts, vegetació riberenca i boscos de babaçú. Està amenaçat per la destrucció d'hàbitat i degradació del seu hàbitat a causa dels incendis, la construcció d'infraestructures, l'expansió de les pastures i la conversió del terreny en plantacions de soja. Passaren 80 anys entre la captura de l'holotip, el 1926, i la segona observació d'aquesta espècie, l'octubre del 2006. El seu nom específic, obrieni, fou elegit en honor de l'ornitòleg Charles O'Brien, mentre que el seu nom comú fa referència al naturalista alemany Emil Kaempfer.